# 绿脚树鹧鸪
绿脚树鹧鸪（学名：Tropicoperdix chloropus）为雉科树鹧鸪属的鸟类。分布于缅甸、老挝、泰国以及中国大陆的云南等地，主要生活于稠密常绿灌丛、燕麦地以及稀疏落叶林。该物种的模式产地在缅甸丹那沙林山脉。
本种之前归为山鹧鸪属（Arborophila），称为绿脚山鹧鸪。依据多基因序列分析表明，本种与栗胸树鹧鸪（T. charltonii）应划为独立的树鹧鸪属。

## 特征
绿脚树鹧鸪体重约250克，翼长约145.7毫米，嘴峰长约20.6毫米，喙宽度约5毫米，喙厚度约6.3毫米，跗蹠长约38.9毫米，尾长约60.1毫米。绿脚树鹧鸪在其分布区内为留鸟，其栖息在密集的高大树木组成的森林中，食性为草食性。

## 亚种
绿脚树鹧鸪包括以下亚种：
- ：分布于北越。
- ：分布于中国极西南地区（云南）至缅甸和泰国西部。
- ：分布于泰国西南部。
- ：分布于越南中部的内部。
- ：分布于越南中部的沿海山丘。
- ：分布于老挝和柬埔寨。
- ：分布于南越。[6]